# Generación TOP
Generación TOP es un programa de televisión de entretenimiento presentado por Ana Pastor, producido por Newtral para su emisión en La Sexta desde el 3 de enero de 2024.

## Formato
Los famosos deberán demostrar quién sabe más superando las pruebas sobre conocimientos generales, formando parte de tres equipos diferentes, uno por generación, en el que tendrán que responder a preguntas del cine, la televisión, música, historia, cine o cultura.
La generaciones se dividirán en tres:
- Generación Yeyé (nacidos entre 1943 - 1967)
- Generación Guay (nacidos entre 1968 - 1987)
- Generación Like (nacidos entre 1988 - 2005)

## Equipo

### Presentadora
| Presentador/a | Información               | Años | Programas       |
| Presentador/a | Información               | 2024 | Programas       |
| ------------- | ------------------------- | ---- | --------------- |
| Ana Pastor    | Presentadora y periodista |      | Programa 1 - 10 |

## Episodios y audiencias
| Temporada | Temporada | Episodios | Estreno            | Final               | Audiencia media | Audiencia media | Audiencia media |
| Temporada | Temporada | Episodios | Estreno            | Final               | Espectadores    | Share           |                 |
| --------- | --------- | --------- | ------------------ | ------------------- | --------------- | --------------- | --------------- |
|           | 1         | 10        | 3 de enero de 2024 | 13 de marzo de 2024 | 519 000         | 4,8%            |                 |

### Primera temporada (2024)
| Episodio | Generación Yeyé                                         | Generación Guay                                   | Generación Like                                                                             | Día de emisión | Audiencia      |
| -------- | ------------------------------------------------------- | ------------------------------------------------- | ------------------------------------------------------------------------------------------- | -------------- | -------------- |
| 1        | Ágatha Ruiz de la Prada Terelu Campos Bibiana Fernández | Adela González David Meca Silvia Jato             | Eduardo Navarrete Cósima Ramírez Guillem Boltó                                              | 03/01/2024     | 704 000 (6,3%) |
| 2        | Anabel Alonso Pepe Viyuela Luisa Martín                 | Fran Perea Berta Collado Luis Larrodera           | Víctor Elías Cristinini Omar Banana                                                         | 10/01/2024     | 776 000 (6,9%) |
| 3        | José Corbacho Charo Reina Chimo Bayo                    | La Terremoto de Alcorcón Jimmy Castro Iñaki López | Arkano Ricardo Moya Gemma Gallardo                                                          | 17/01/2024     | 547 000 (5,2%) |
| 4        | Norma Duval Boris Izaguirre Fernando Romay              | Amaya Valdemoro Iñaki Urrutia Valeria Vegas       | Angy Fernández Jorge González Carla Campra                                                  | 24/01/2024     | 476 000 (3,7%) |
| 5        | Ramoncín Emma Ozores Poty Castillo                      | Rosa López Ricky Merino Manu Tenorio              | Eduardo Casanova Mario Marzo Paula Púa                                                      | 31/01/2024     | 480 000 (4,3%) |
| 6        | Jesús Álvarez Irma Soriano Javier Capitán               | Inma del Moral Raúl Pérez Adriana Abenia          | Germán Sánchez Carlos Peguer (La Pija y la Quinqui) Mariang Maturana (La Pija y la Quinqui) | 07/02/2024     | 468 000 (4,1%) |
| 7        | Raquel Revuelta Miki Nadal Santi Rodríguez              | Joaquín Reyes Mónica Carrillo Alicia Borrachero   | Carolina Iglesias Cristina Pedroche María Villalón                                          | 21/02/2024     | 486 000 (4,9%) |
| 8        | Olga Viza Juanma Iturriaga Nieves Herrero               | Sonsoles Ónega Carolina Ferre Roberto Brasero     | Ana Brito Jonata Ciabattini Darío Eme Hache                                                 | 28/02/2024     | 547 000 (5,4%) |
| 9        | Sergio Pazos María del Monte Pepón Nieto                | Melani Olivares Jandro Toñi Moreno                | Rocío Saiz Paula Etxeberria (Twin Melody) Aitana Etxeberria (Twin Melody)                   | 06/03/2024     | 358 000 (3,5%) |
| 10       | María Barranco Juan Ramón Lucas Ana García Lozano       | Supremme de Luxe David Fernández Juanra Bonet     | Melody Samantha Hudson Manuel Huedo                                                         | 13/03/2024     | 346 000 (3,3%) |